# Платонов Ігор Володимирович
І́гор Володи́мирович Плато́нов (16 січня 1934, Одеса — 13 листопада 1994, Київ) — український радянський шахіст, гросмейстер СРСР (1969), гросмейстер України (1992).

## Біографія
Ігор Платонов народився в Одесі. Гри в шахи навчився в евакуації під час німецько-радянської війни. Дитячий період його кар'єри пов'язаний із молдавськими шахами. Він кілька разів досить успішно виступав за юнацьку збірну республіки і вважався одним із найперспективніших шахістів Молдови.
Через деяких час, його батька (за фахом — будівельник) перевели на роботу у Київ, там Ігор і почав розвивати свої шахові навички.
У 1957 році після закінчення Київського будівельного інституту, Ігор прийняв рішення закінчити з кар'єрою інженера, та стати професійним шахістом. Але враховуючи, що в СРСР професійного спорту офіційно ніби й не існувало, на той час його було оформлено на посаду інструктора кінного спорту.
У 1958 році Платонов дебютував в першості Києва, відібрався на свій перший чемпіонат України, де посів 11 місце серед 17 шахістів. У 1962 році виконав норму майстра спорту на першості ДСТ «Спартак». У 1963 році разом з Юхимом Лазарєвим розділив 1-2 місця в чемпіонаті Києва.
У 1964 році на першості профсоюзів СРСР Платонов разом Ісааком Болеславським розділив 3-4 місця, поступившись лише чемпіону світу Тиграну Петросяну та Леву Полугаєвському, та випередивши багатьох відомих гросмейстерів і майстрів спорту. У тому ж році Платонов вперше став бронзовим призером командних змагань у складі збірної УРСР на Спартакіаді народів СРСР, пізніше ще двічі, у 1967 та 1969 роках, він ставав бронзовим призером чемпіонатів СРСР між командами союзних республік.
У 1967 році Платонов розділив 6-16 місця в чемпіонаті України, тоді ж вперше взяв участь у чемпіонаті СРСР, розділивши 3-5 місця з Євгеном Васюковим та Марком Таймановим. Обидва турніри проходили за швейцарською системою. Загалом в період з 1967 по 1971 роки Платонов п'ять разів поспіль потрапляв у фінальні турніри чемпіонатів СРСР, а також двічі ставав срібним призером чемпіонату України у 1968 та 1970 роках. У 1969 році Ігор Платонов показав свій найкращий результат у чемпіонатах СРСР за коловою системою, розділивши 7-9 місце серед 23 учасників, при цьому по ходу турніру він переміг Василя Смислова, Юхима Геллера та Михайла Таля. Цей результат забезпечив йому другий бал гросмейстера, та звання гросмейстера СРСР. Окрім того, Платонову був вручений спеціальний приз «Красива перемога», встановлений газетою «Учитель Казахстану» за партію з екс-чемпіоном світу Михайлом Талем, яка завершилася рідкісним фіналом з чотирма ферзями (див. нижче).
[Site "Алма-Ата"] 
[Date "11.01.1969"] 
[White "Михайло Таль"]
[Black "Ігор Платонов"]
[Result "0-1"] 
[EventType "Чемпіонат СРСР із шахів 1968/1969"] 
[EventCountry "USR"]
1. e4 c5 2. Nf3 d6 3. d4 cxd4 4. Nxd4 Nf6 5. Nc3 a6 6. Bg5 e6 7. Qf3 h6 
8. Bh4 Nbd7 9. O-O-O Qc7 10. Be2 Be7 11. Rhe1 g5 12. Bg3 Ne5 13. Qe3 b5 14. a3 Rb8 
15. f3 Nfd7 16. f4 gxf4 17. Bxf4 b4 18. axb4 Rxb4 19. Rf1 Qb6 20. b3 Ng6 21. Bh5 Rxd4 
22. Rxd4 Nxf4 23. Rxf4 Bg5 24. Bxf7+ Kd8 25. e5 Rf8 26. Ne2 Rxf7 27. h4 Bxf4 28. Nxf4 d5 29. g4 Rg7
30. g5 hxg5 31. hxg5 Ke8 32. Nh5 Rh7 33. Nf6+ Nxf6 34. exf6 Rh1+ 35. Kb2 Rh4 36. c3 Rh2+ 37. Ka3 Rc2 
38. Qh3 Qa5+ 39. Ra4 Qc5+ 40. Rb4 a5 41. Qh8+ Kd7 42. Qh7+ Kc6 43. Qxc2 axb4+ 44. Ka2 bxc3 45. g6 e5 
46. f7 Be6 47. Qd3 Qf2+ 48. Ka3 Qa7+ 49. Kb4 Qc5+ 50. Ka4 c2 51. f8=Q Qa7+ 52. Kb4 Qb7+ 
53. Ka4 c1=Q 54. Qff1 Qxf1 55. Qxf1 Qa7+ 56. Kb4 Qc5+ 57. Ka4 Kb6 0-1
У 1970 році Платонов отримав можливість виконати першу норму міжнародного гросмейстера, але на турнірі у Вейк-ан-Зее, набравши 5½ очок з 15 можливих, у підсумку розділив лише 12-13 місця.
Наступним шансом для Платонова став меморіал Капабланки, що проходив у Сьєнфуегосі у 1972 році. Набравши 13 із 19 очок, Ігор посів друге місце після Анатолія Лейна, виконавши першу норму міжнародного гросмейстера. Другу норму Ігор Платонов виконати не зміг, або не мав можливості, так і залишився єдиним серед гросмейстерів СРСР, хто так і не став міжнародним.
Із часом Ігор Платонов почав рідше грати у топових турнірах, результати пішли на спад. Останні його турнірні виступи високого рівня датуються в архівах 1984 роком.
Ще під час активних виступів, Платонов почав займатися адміністративною роботою. У період з 1970 по 1974 роки Платонов був головою федерацію шахів УРСР, потім директором всеукраїнських шахово-шашкових клубів ДСТ «Спартак» та «Локомотив». Згодом виступив ініціатором створення Центру методико-спортивної підготовки найсильніших юних шахістів України, в якому довгий час до виходу на пенсію працював його керівником. Писав дослідницьку працю з питань стратегії і тактики, мав розпочати написання шахової історії України. Але загинув внаслідок розбійного нападу на його квартиру, в якій Платонов проживав один зі своїми домашніми тваринами. За словами гросмейстерів А. Михальчишина та І. Зайцева, метою грабіжників була велика та цінна філателістична колекція, зібрана Платоновим. Злочинець зарізав гросмейстера ножицями для обрізання марок.
У Києві періодично проводяться міжнародні турніри «Меморіал Платонова», присвячені пам'яті Ігоря Платонова, зокрема в період з 1995 по 2007 роки було проведено п'ять гросмейстерських турнірів. У 2005 та 2006 роках переміг Володимир Сергєєв, у 2007 році — Спартак Височин. У 2012 році друг Ігоря Платонова, гросмейстер Анатолій Мачульський організував в Балтиморі турнір його пам'яті. У тому ж році вийшла книга Льва Альбурта та Семена Палатника «Platonov's chess academy: using soviet-era methods to improve 21st century openings».
До введення рейтингу Ело, його найкращий історичний рейтинг був у січні 1968 року — 2663 очки (24-те місце у світі).

## Турнірні результати

### Результати виступів у чемпіонатах України
Ігор Платонов зіграв у 8 фінальних турнірах чемпіонатів України, набравши при цьому 66½ очка зі 123 можливих.
| Рік  | Місто | Турнір                 | + | −  | =  | Результат | Місце   |
| ---- | ----- | ---------------------- | - | -- | -- | --------- | ------- |
| 1958 | Київ  | 27-й чемпіонат України | 3 | 6  | 7  | 6½ з 16   | 11      |
| 1961 | Київ  | 30-й чемпіонат України | 2 | 5  | 8  | 6 з 15    | 14      |
| 1963 | Київ  | 32-й чемпіонат України | 3 | 10 | 10 | 8 з 17    | 13 — 14 |
| 1967 | Київ  | 36-й чемпіонат України | 4 | 1  | 8  | 8 з 13    | 6 — 16  |
| 1968 | Київ  | 37-й чемпіонат України | 7 | 3  | 7  | 10½ з 17  | Silver  |
| 1970 | Київ  | 39-й чемпіонат України | 9 | 4  | 4  | 11 з 17   | Silver  |
| 1974 | Львів | 43-й чемпіонат України |   |    |    | 8½ з 13   | 5 — 8   |
| 1984 | Київ  | 53-й чемпіонат України | 3 | 2  | 10 | 8 з 15    | 8       |

### Результати виступів у чемпіонатах СРСР
Ігор Платонов зіграв у 5 фінальних турнірах чемпіонатів СРСР, набравши при цьому 46 очок із 96 можливих (+26-30=40).
| Рік       | Місто     | Турнір                       | + | −  | =  | Результат | Місце   |
| --------- | --------- | ---------------------------- | - | -- | -- | --------- | ------- |
| 1967      | Харків    | 35-й чемпіонат СРСР          | 6 | 0  | 7  | 9½ з 13   | 5       |
| 1968/1969 | Алма-Ата  | 36-й чемпіонат СРСР          | 3 | 9  | 7  | 6½ з 19   | 18      |
| 1969      | Москва    | 37-й чемпіонат СРСР          | 9 | 6  | 7  | 12½ з 22  | 7 — 9   |
| 1970      | Рига      | 38-й чемпіонат СРСР          | 4 | 10 | 7  | 7½ з 21   | 20      |
| 1971      | Ленінград | 39-й чемпіонат СРСР          | 4 | 5  | 12 | 10 з 21   | 12 — 13 |
| 1980      | Ташкент   | 1 ліга 48-го чемпіонату СРСР | 2 | 9  | 6  | 5 з 17    | 17      |

### Інші турніри
| Рік  | Місто          | Турнір                                          | + | − | = | Результат | Місце   |
| ---- | -------------- | ----------------------------------------------- | - | - | - | --------- | ------- |
| 1958 | Київ           | Чемпіонат Києва                                 | 4 | 4 | 5 | 6½ з 13   | 8 — 9   |
| 1961 | Київ           | Чемпіонат Києва                                 | 2 | 2 | 8 | 5½ з 12   | 6 — 12  |
| 1962 | Мінськ         | Півфінал першості СРСР ДСТ «Спартак»            | 4 | 5 | 8 | 8 з 17    | 11 — 13 |
| 1963 | Київ           | Чемпіонат Києва                                 | 6 | 1 | 7 | 9½ з 14   | — 2     |
| 1964 | Москва         | Першість профсоюзів СРСР                        | 5 | 2 | 8 | 9 з 15    | 3 — 4   |
| 1965 |                | Матч Українська РСР — Болгарія                  |   |   |   | з         |         |
| 1966 | Харків         | Відкритий чемпіонат Харкова                     |   |   |   | 8½ з 13   | — 2     |
| 1967 | Софія          | Матч Болгарія — УРСР (проти Івана Радулова)     |   |   |   | з         |         |
| 1968 | Сочі           | Матч СРСР — Югославія (проти Драголюба Минича)  | 0 | 1 | 3 | 1½ з 4    |         |
|      | Одеса          | Матч УРСР — Болгарія (проти Ніколая Мінєва)     | 1 | 2 | 0 | 1 з 3     |         |
| 1970 | Вейк-ан-Зее    | 32-й міжнародний турнір                         | 2 | 6 | 7 | 5½ з 15   | 12 — 13 |
| 1971 | Ростов-на-Дону | Командний кубок СРСР (у складі ДСТ «Авангард»)  | 2 | 1 | 4 | 4 з 7     | 3 (ком) |
| 1972 | Київ           | Чемпіонат Києва                                 | 7 | 0 | 6 | 10 з 13   | Gold    |
|      | Сьєнфуегос     | 9-й «Меморіал Капабланки»                       |   |   |   | 13 з 19   | 2       |
| 1974 | Москва         | Командний кубок СРСР (у складі ДСТ «Локомотив») | 2 | 2 | 5 | 4½ з 9    | 8 (ком) |
| 1978 | Київ           | міжнародний турнір                              | 2 | 4 | 9 | 6½ з 15   | 12 — 13 |
|      | Орджонікідзе   | Командний кубок СРСР (у складі ДСТ «Спартак»)   | 0 | 1 | 6 | 3 з 7     | 5 (ком) |
| 1982 | Кисловодськ    | Командний кубок СРСР (у складі ДСТ «Локомотив») | 0 | 1 | 0 | 0 з 1     | 4 (ком) |